# Plano de Möbius

Plano de Möbius: relación de tangencia

En matemáticas, el plano de Möbius clásico (llamado así en referencia al matemático alemán August Möbius (1790-1868)) es un plano complementado con un único punto del infinito. También se le llama plano inverso porque está cerrado bajo inversión con respecto a cualquier círculo generalizado y, por lo tanto, es el entorno natural para el plano en geometría inversiva.
Una inversión del plano de Möbius con respecto a cualquier circunferencia es una involución que deja fijos los puntos de su perímetro e intercambia los puntos del interior y del exterior, haciendo corresponder el centro de la circunferencia con el punto del infinito. En geometría inversa, se considera que una línea recta es una circunferencia generalizada que contiene el punto situado en el infinito. La inversión del plano con respecto a una recta es una reflexión euclídea.
De manera más general, un plano de Möbius es una estructura de incidencia con las mismas relaciones de incidencia que el plano de Möbius clásico. Es uno de los tres tipos de planos de Benz: el plano de Möbius, el plano de Laguerre y el plano de Minkowski.

## Relación con planos afines
Los planos afines son sistemas de puntos y rectas que satisfacen, entre otras, la propiedad de que dos puntos determinan exactamente una recta. Este concepto se puede generalizar a sistemas de puntos y circunferencias, estando cada circunferencia determinada por tres puntos no colineales. Sin embargo, tres puntos colineales determinan una recta, no una circunferencia. Este inconveniente se puede eliminar agregando un punto del infinito a cada recta. Si se denominan "ciclos" tanto a las circunferencias como a las líneas rectas completas, se obtiene una estructura de incidencia en la que cada tres puntos determinan exactamente un ciclo.
En un plano afín la relación de paralelismo entre líneas es esencial. En la geometría de los ciclos, esta relación se generaliza a la relación de tangencia. Dos ciclos se tocan si tienen un solo punto en común. Esto es cierto para dos circunferencias tangentes o una recta que sea tangente a una circunferencia. Dos rectas completas se tocan si solo tienen en común el punto en el infinito, por lo que son paralelas. La relación de tangencia tiene la propiedad siguiente:
- Para cualquier ciclo {\displaystyle z}, un punto {\displaystyle P} de {\displaystyle z} y cualquier punto {\displaystyle Q} que no esté en {\displaystyle z}, existe exactamente un ciclo {\displaystyle z'} que contiene los puntos {\displaystyle P,Q} y es tangente a {\displaystyle z} (en el punto {\displaystyle P}).

Esta propiedad define esencialmente un plano axiomático de Möbius. Pero el plano de Möbius clásico no es la única estructura geométrica que satisface las propiedades de un plano de Möbius axiomático. Se puede lograr un ejemplo adicional simple de un plano de Möbius si se reemplazan los números reales por números racionales. El uso de números complejos (en lugar de números reales) no conduce a un plano de Möbius, porque en el plano afín complejo la curva {\displaystyle x^{2}+y^{2}=1} no es una curva semejante a una circunferencia, sino una curva semejante a una hipérbola. Afortunadamente, hay muchos cuerpos (números) junto con formas cuadráticas adecuados que conducen a planos de Möbius (véase más abajo). Estos ejemplos se denominan miquelianos porque cumplen el teorema de Miquel. Todos estos planos miquelianos de Möbius pueden describirse mediante modelos espaciales. El plano real clásico de Möbius puede considerarse como la geometría de las circunferencias en una esfera unitaria. La ventaja esencial del modelo espacial es que cualquier ciclo es simplemente una circunferencia (en una esfera).

## Plano de Möbius clásico real

Plano de Möbius clásico: modelo 2d/3d

Se parte del plano afín real {\displaystyle {\mathfrak {A}}(\mathbb {R} )} con la forma cuadrática {\displaystyle \rho (x,y)=x^{2}+y^{2}} y se obtiene el plano real: {\displaystyle \mathbb {R} ^{2}} es el conjunto de puntos, las líneas rectas están descritas por las ecuaciones {\displaystyle y=mx+b} o {\displaystyle x=c} y una circunferencia es un conjunto de puntos que cumple una ecuación del tipo
{\displaystyle \rho (x-x_{0},y-y_{0})=(x-x_{0})^{2}+(y-y_{0})^{2}=r^{2},\ r>0}.
La geometría de rectas y circunferencias del plano euclídeo se puede homogeneizar (similar a la finalización proyectiva de un plano afín) incrustándola en la estructura de incidencia
{\displaystyle ({\mathcal {P}},{\mathcal {Z}},\in )}
con
{\displaystyle {\mathcal {P}}:=\mathbb {R} ^{2}\cup \{\infty \},\infty \notin \mathbb {R} }, el conjunto de puntos, y
{\displaystyle {\mathcal {Z}}:=\{g\cup \{\infty \}\mid g{\text{line of }}{\mathfrak {A}}(\mathbb {R} )\}\cup \{k\mid k{\text{circle of }}{\mathfrak {A}}(\mathbb {R} )\}} el conjunto de circunferencias.
{\displaystyle ({\mathcal {P}},{\mathcal {Z}},\in )} se llama plano de Möbius clásico real.
Dentro de la nueva estructura, las rectas completas ya no desempeñan ningún papel especial. Obviamente {\displaystyle ({\mathcal {P}},{\mathcal {Z}},\in )} tiene las siguientes propiedades:
- Para cualquier conjunto de tres puntos {\displaystyle A,B,C} hay exactamente un ciclo {\displaystyle z} que contiene a {\displaystyle A,B,C}.
- Para cualquier ciclo {\displaystyle z}, cualquier punto {\displaystyle P\in z} y {\displaystyle Q\notin z} existe exactamente un ciclo {\displaystyle z'} tal que: {\displaystyle P,Q\in z'} y {\displaystyle z\cap z'=\{P\}}, es decir, {\displaystyle z} y {\displaystyle z'} se tocan entre sí en el punto {\displaystyle P}.

{\displaystyle ({\mathcal {P}},{\mathcal {Z}},\in )} se puede describir usando los números complejos. {\displaystyle z=x+iy} representa el punto {\displaystyle (x,y)\in \mathbb {R} ^{2}}:
{\displaystyle {\mathcal {P}}:=\mathbb {C} \cup \{\infty \},\infty \notin \mathbb {C} }, y
{\displaystyle {\mathcal {Z}}:=\{\{z\in \mathbb {C} \mid az+{\overline {az}}+b=0\ {\text{(recta)}}\ \}\cup \{\infty \}\mid \ 0\neq a\in \mathbb {C} ,b\in \mathbb {R} \}}
{\displaystyle \cup \{\{z\in \mathbb {C} \mid (z-z_{0}){\overline {(z-z_{0})}}=d\ {\text{(circunferencia)}}\mid z_{0}\in \mathbb {C} ,d\in \mathbb {R} ,d>0\}.}
({\displaystyle {\overline {z}}=x-iy} es el número conjugado de {\displaystyle z}).
La ventaja de esta descripción es que se comprueba fácilmente que las siguientes permutaciones de {\displaystyle {\mathcal {P}}} hacen corresponder ciclos sobre ciclos:
(1) {\displaystyle z\rightarrow rz,\ \ \infty \rightarrow \infty \quad }, con {\displaystyle r\in \mathbb {C} } (rotación + dilatación)
(2) {\displaystyle z\rightarrow z+s,\ \ \infty \rightarrow \infty \quad }, con {\displaystyle s\in \mathbb {C} } (traslación)
(3) {\displaystyle z\rightarrow \displaystyle {\frac {1}{z}},\ z\neq 0,\ \ 0\rightarrow \infty ,\ \ \infty \rightarrow 0\quad }, (reflexión en {\displaystyle \pm 1})
(4) {\displaystyle z\rightarrow {\overline {z}},\ \ \infty \rightarrow \infty \quad } (reflexión o inversión a través del eje real)
Considerando {\displaystyle \mathbb {C} \cup \{\infty \}} como la recta proyectiva sobre {\displaystyle \mathbb {C} } se reconoce
que las asignaciones {\displaystyle (1)-(3)} generan el grupo {\displaystyle \operatorname {PGL} (2,\mathbb {C} )} (es decir, el grupo proyectivo lineal PGL(2,C), según la transformación de Möbius). La geometría {\displaystyle ({\mathcal {P}},{\mathcal {Z}},\in )} es una estructura homogénea, es decir, su grupo de automorfismo es transitivo. Por lo tanto, de la condición (4) se deduce que:
Para cualquier ciclo existe una inversión.
Por ejemplo: {\displaystyle z\rightarrow {\tfrac {1}{\overline {z}}}} es la inversión que fija la circunferencia unitaria {\displaystyle z{\overline {z}}=1}. Esta propiedad da lugar al nombre alternativo de plano inverso.

Proyección estereográfica

Similar al modelo espacial de un plano proyectivo desarguesiano, existe un modelo espacial para la geometría {\displaystyle ({\mathcal {P}},{\mathcal {Z}},\in )} que omite la diferencia formal entre ciclos definidos por rectas y ciclos definidos por circunferencias: la geometría {\displaystyle ({\mathcal {P}},{\mathcal {Z}},\in )} es isomorfa con respecto a la geometría de circunferencias en una esfera. El isomorfismo se puede realizar mediante una proyección estereográfica adecuada:
{\displaystyle \Phi :\ (x,y)\rightarrow \left({\frac {x}{1+x^{2}+y^{2}}},{\frac {y}{1+x^{2}+y^{2}}},{\frac {x^{2}+y^{2}}{1+x^{2}+y^{2}}}\right)=(u,v,w)\ .}
{\displaystyle \Phi } es una proyección con centro {\displaystyle (0,0,1)} y aplicaciones:
- El plano xy sobre la esfera con ecuación {\displaystyle u^{2}+v^{2}+w^{2}-w=0}, con punto medio {\displaystyle (0,0,{\tfrac {1}{2}})} y radio {\displaystyle r={\tfrac {1}{2}}}.
- La circunferencia con ecuación {\displaystyle x^{2}+y^{2}-ax-by-c=0} en el plano {\displaystyle au+bv-(1+c)w+c=0}. Eso significa que la imagen de una circunferencia es una sección plana de la esfera y, por tanto, nuevamente una circunferencia (en la esfera). Los planos correspondientes no contienen el centro {\displaystyle (0,0,1)}.
- La línea recta {\displaystyle ax+by+c=0} en el plano {\displaystyle au+bv-cw+c=0}. Entonces, la imagen de una línea recta es una circunferencia (en la esfera) dirigida hacia el punto {\displaystyle (0,0,1)}, pero que no lo contiene.

## Axiomas del plano de Möbius
El comportamiento incidental del plano real clásico de Möbius da razón a la siguiente definición axiomática del plano de Möbius:

Plano de Möbius: axiomas (A1),(A2)

Una estructura de incidencia {\displaystyle {\mathfrak {M}}=({\mathcal {P}},{\mathcal {Z}},\in )} que incluye un conjunto de puntos {\displaystyle {\mathcal {P}}} y un conjunto de ciclos {\displaystyle {\mathcal {Z}}} se denomina plano de Möbius si se cumplen los siguientes axiomas:
A1: Para tres puntos cualesquiera {\displaystyle A,B,C} hay exactamente un ciclo {\displaystyle z} que contiene a {\displaystyle A,B,C}.
A2: Para cualquier ciclo {\displaystyle z}, cualquier punto {\displaystyle P\in z} y {\displaystyle Q\notin z} existe exactamente un ciclo {\displaystyle z'} con: {\displaystyle P,Q\in z'} y {\displaystyle z\cap z'=\{P\}} ({\displaystyle z} y {\displaystyle z'} se tocan entre sí en el punto {\displaystyle P}).
A3: Cualquier ciclo contiene al menos tres puntos; y hay al menos un ciclo.
Cuatro puntos {\displaystyle A,B,C,D} son concíclicos si hay un ciclo {\displaystyle z} con {\displaystyle A,B,C,D\in z}.
No se debe esperar que los axiomas anteriores definan el plano real clásico de Möbius. Hay muchos ejemplos de planos axiomáticos de Möbius que son diferentes del clásico (véase más abajo). Similar al modelo mínimo de un plano afín, se encuentra el modelo mínimo de un plano de Möbius. Consta de cinco puntos:
{\displaystyle {\mathcal {P}}:=\{A,B,C,D,\infty \},\quad {\mathcal {Z}}:=\{z\mid z\subset {\mathcal {P}},|z|=3\}}.
Por lo tanto: {\displaystyle |{\mathcal {Z}}|={5 \choose 3}=10}.

Plano de Möbius: modelo mínimo (solo están representados los ciclos que contienen ; cualquier conjunto de 3 puntos es un ciclo)

La conexión entre el plano de Möbius clásico y el plano afín real se puede encontrar de manera similar entre el modelo mínimo de un plano de Möbius y el modelo mínimo de un plano afín. Esta fuerte conexión es típica de los planos de Möbius y de los planos afines (véase más abajo).
Para un plano de Möbius {\displaystyle {\mathfrak {M}}=({\mathcal {P}},{\mathcal {Z}},\in )} y {\displaystyle P\in {\mathcal {P}}} se define la estructura {\displaystyle {\mathfrak {A}}_{P}:=({\mathcal {P}}\setminus \{P\},\{z\setminus \{P\}\mid P\in z\in {\mathcal {Z}}\},\in )}, que se denomina residuo en el punto P.
Para el modelo clásico, el residuo {\displaystyle {\mathfrak {A}}_{\infty }} en el punto {\displaystyle \infty } es el plano afín real subyacente. El significado esencial del residuo se muestra en el siguiente teorema.
Teorema:
Cualquier residuo de un plano de Möbius es un plano afín.
Este teorema permite utilizar los resultados de abundancia en planos afines para investigaciones en planos de Möbius y da lugar a una definición equivalente de plano de Möbius:
Teorema:
Una estructura de incidencia {\displaystyle ({\mathcal {P}},{\mathcal {Z}},\in )} es un plano de Möbius si y solo si se cumplen las siguientes condiciones
propiedad se cumple

A': Para cualquier punto {\displaystyle P\in {\mathcal {P}}}, el residuo {\displaystyle {\mathfrak {A}}_{P}} es un plano afín.
Para planos finitos de Möbius, es decir, {\displaystyle |{\mathcal {P}}|<\infty }, se tiene que (algo similar a lo que sucede con los planos afines):
- Dos ciclos cualesquiera de un plano de Möbius tienen el mismo número de puntos.

Esto da motivo para la siguiente definición:
- Para un plano de Möbius finito {\displaystyle {\mathfrak {M}}=({\mathcal {P}},{\mathcal {Z}},\in )} y un ciclo {\displaystyle z\in {\mathcal {Z}}}, el número entero {\displaystyle n:=|z|-1} se denomina orden de {\displaystyle {\mathfrak {M}}}.

De la teoría combinatoria se obtiene que:
- Sea {\displaystyle {\mathfrak {M}}=({\mathcal {P}},{\mathcal {Z}},\in )} un plano de Möbius de orden {\displaystyle n}. Entonces a) cualquier residuo {\displaystyle {\mathfrak {A}}_{P}} es un plano afín de orden {\displaystyle n}, b) {\displaystyle |{\mathcal {P}}|=n^{2}+1}, c) {\displaystyle |{\mathcal {Z}}|=n(n^{2}+1).}

## Planos de Möbius miquelianos
En busca de más ejemplos de planos de Möbius, parece prometedor generalizar la construcción clásica comenzando con una forma cuadrática {\displaystyle \rho } en un plano afín sobre un cuerpo {\displaystyle K} para definir circunferencias. Pero, en general, no funciona simplemente reemplazar los números reales {\displaystyle \mathbb {R} } por cualquier campo {\displaystyle K} y mantener la forma cuadrática clásica {\displaystyle x^{2}+y^{2}} para describir las circunferencias. Así, solo para pares adecuados de campos y formas cuadráticas se obtienen planos de Möbius {\displaystyle {\mathfrak {M}}(K,\rho )}. Se caracterizan (como el modelo clásico) por una enorme homogeneidad y por el teorema de Miquel enunciado a continuación:

Teorema de Miquel

Teorema (Miquel):
Para el plano de Möbius {\displaystyle {\mathfrak {M}}(K,\rho )} se cumple lo siguiente:

Si por cualquier conjunto de 8 puntos {\displaystyle P_{1},...,P_{8}} que se pueden asignar a los vértices de un cubo tal que los puntos en 5 caras corresponden a cuadrupletes concíclicos, el sexto cuadruplete de puntos también es concíclico.
Lo contrario también es cierto.
Teorema (Chen):
Solo un plano de Möbius {\displaystyle {\mathfrak {M}}(K,\rho )} satisface el teorema de Miquel.
Debido al último teorema, un plano de Möbius {\displaystyle {\mathfrak {M}}(K,\rho )} se denomina plano de Möbius miqueliano.
Observación: El modelo mínimo de un plano de Möbius es miqueliano. Es isomorfo al plano de Möbius.
{\displaystyle {\mathfrak {M}}(K,\rho )} con {\displaystyle K=\mathrm {GF} (2)} (campo {\displaystyle \{0,1\}}) y {\displaystyle \rho (x,y)=x^{2}+xy+y^{2}}.
(Por ejemplo, la circunferencia unitaria {\displaystyle x^{2}+xy+y^{2}=1} es el conjunto de puntos {\displaystyle \{(0,1),(1,0),(1,1)\}})
Observación: Si se elige {\displaystyle K=\mathbb {C} }, el cuerpo de los números complejos, no existe ninguna forma cuadrática adecuada.
La elección {\displaystyle K=\mathbb {Q} } (el campo de números racionales) y {\displaystyle \rho (x,y)=x^{2}+y^{2}} es adecuada.
La elección {\displaystyle K=\mathbb {Q} } (el campo de números racionales) y {\displaystyle \rho (x,y)=x^{2}-2y^{2}} también es adecuada.
Observación: Una proyección estereográfica muestra que: la aplicación {\displaystyle {\mathfrak {M}}(K,\rho )} es isomorfa a la geometría del plano.
Secciones en una esfera (cuádrica no degenerada de índice 1) en 3-espacios proyectivos sobre el campo {\displaystyle K}.
Observación: Una prueba del teorema de Miquel para el caso clásico (real) puede encontrarse en el artículo dedicado al teorema de Miquel. Es elemental y se basa en el teorema del ángulo inscrito.
Observación: Hay muchos planos de Möbius que no son miquelianos (véase el enlace web que figura a continuación). La clase que más se parece a los planos de Möbius miquelianos son los planos ovoidales de Möbius. Un plano de Möbius ovoidal es la geometría de las secciones planas de un ovoide, un conjunto cuadrático que tiene las mismas propiedades geométricas que una esfera en un espacio tridimensional proyectivo: 1) una línea recta corta a un ovoide en ninguno, uno o dos puntos y 2) en cualquier punto del ovoide el conjunto de las líneas tangentes forman un plano, denominado plano tangente. Se puede construir un ovoide simple en un espacio tridimensional real pegando dos mitades adecuadas de elipsoides diferentes, de modo que el resultado no sea una cuádrica. Incluso en el caso finito existen ovoides (véase conjunto cuadrático). Los planos ovoidales de Möbius se caracterizan mediante el teorema del haz.

## Planos finitos de Möbius y diseños de bloques
Un diseño de bloque con los parámetros de la extensión de un punto de un plano afín finito de orden {\displaystyle n}, es decir, un diseño {\displaystyle 3}-{\displaystyle (n^{2}+1,n+1,1)}, es un plano de Möbius de orden {\displaystyle n}.
Estos diseños de bloque finitos satisfacen los axiomas que definen un plano de Möbius, cuando una circunferencia se interpreta como un bloque de diseño.
Los únicos valores finitos conocidos para el orden de un plano de Möbius son números primos o potencias de números primos. Los únicos planos finitos de Möbius conocidos se construyen dentro de geometrías proyectivas finitas.